# MAN G90
MAN G90 — легка гамма вантажівок, що виготовлялася з 1979 по 1993 рік.

## Перше покоління

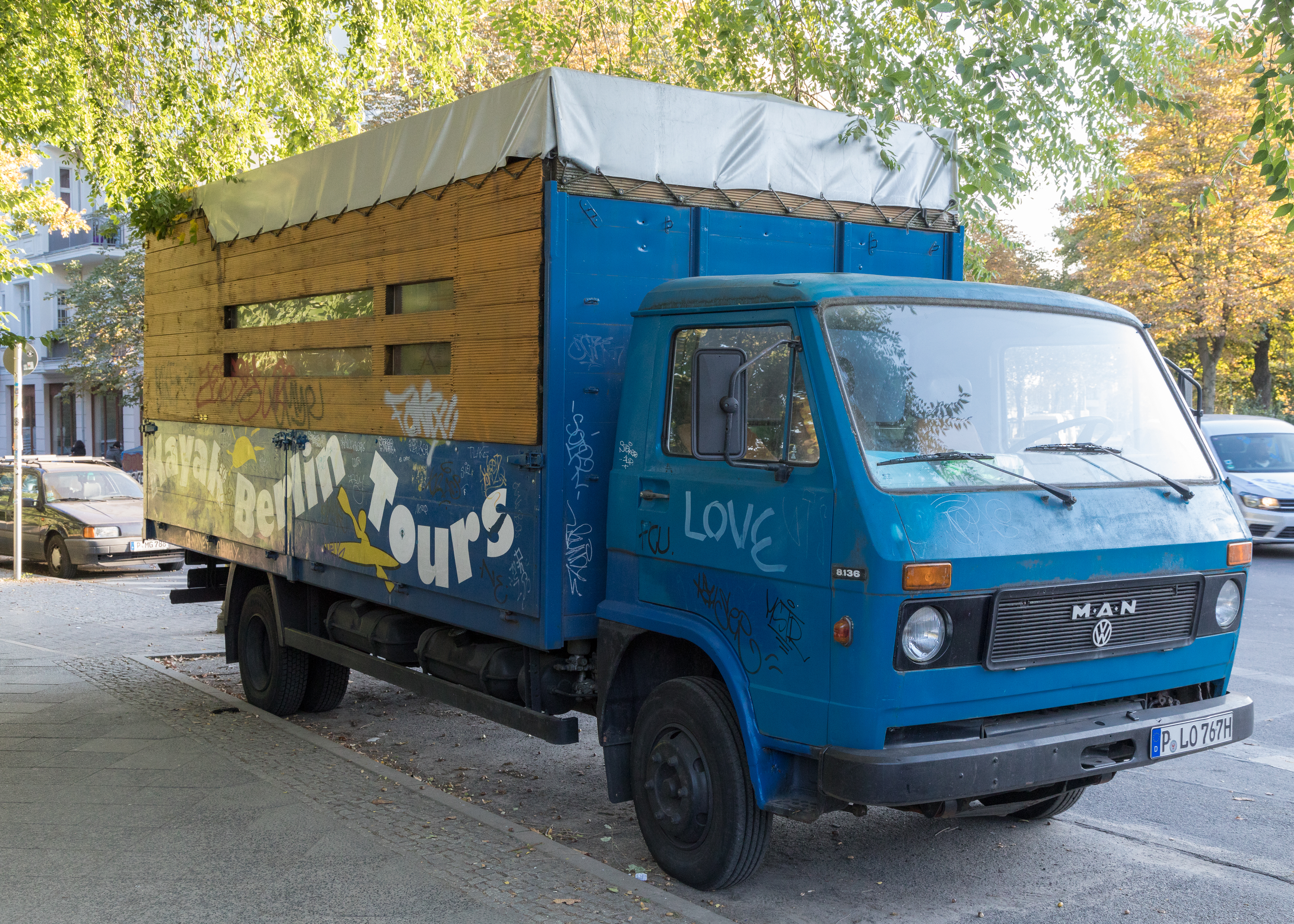
MAN G90 (1979-1987)

У 1979 році MAN почав кооперацію з фірмою Volkswagen по виготовленню вантажних автомобілів середнього класу, який отримав марку MAN-VW з кабіною від Volkswagen LT першого покоління. В першу серію "G" входили п'ять базових моделей (від "6.90F" і "10.136F") вантажопідйомністю 2,7 ~ 6,5 т з новою кабіною над двигуном і дизелями MAN серії "D02" (3791 і 5687 см3, 90 і 136 к.с.). Шасі для них проектували і збирали на Volkswagen. З 1985 році їх випускали на колишньому заводі Bussing в Зальцгіттері, що помітно скоротило частку участі Volkswagen в реалізації угоди.

## Друге покоління

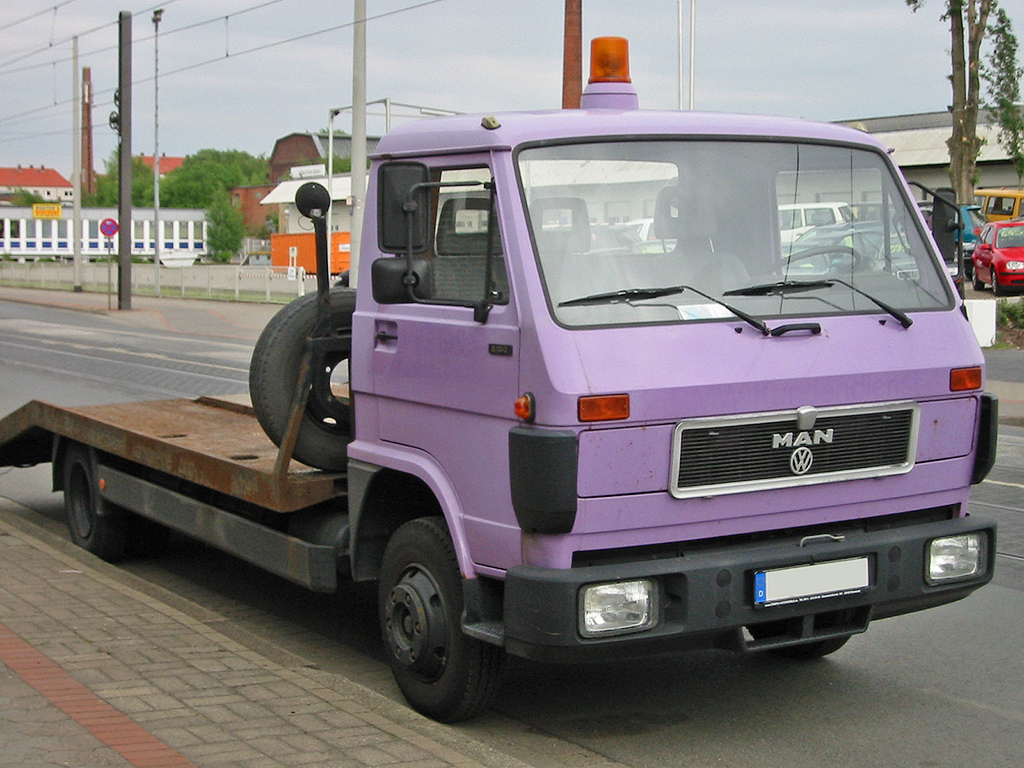
MAN G90 (1987-1993)

Представлене в 1987 році друге покоління "G90" також включало п'ять моделей (від "6.100" до "10.150") з новим 6-циліндровим мотором серії "D08" (6871 см3). Через кілька років Volkswagen перервав кооперацію з MAN, а продукт їхньої спільної розробки став базою нового покоління L2000.

## Двигуни
| Модель | Об'єм     | Діаметр цил. × хід поршня | Код двигуна | Потужність                       |
| ------ | --------- | ------------------------- | ----------- | -------------------------------- |
| Р4:    |           |                           |             |                                  |
| 8.090  | 3.791 см³ | 102 × 116 мм              | MAN D0224   | 66 kW (90 к.с.) при 3000 об/хв   |
| 8.100  | 4.397 см³ | 108 × 120 мм              | MAN D0824   | 74 kW (100 к.с.) при 3000 об/хв  |
| Р6:    |           |                           |             |                                  |
| 8.136  | 5.687 см³ | 102 × 116 мм              | MAN D0226   | 100 kW (136 к.с.) при 3000 об/хв |
| 8.150  | 6.595 см³ | 108 × 120 мм              | MAN D0826   | 110 kW (150 к.с.) при 3000 об/хв |